# جيمس كينغسلي
جيمس كينغسلي (بالإنجليزية: James Kingsley)‏ هو سياسي أمريكي، ولد في 6 يناير 1797، وتوفي في 10 أغسطس 1878.